# Kuber (brdo)
Kuber je brdo iznad Zenice. Najviša kota je na 846 metara nadmorske visine.
Smješten je u "laktu" rijeke Bosne, prostoru između Busovače i Zenice, gdje rijeka Bosna pravi veliku desnu okuku. Nalazi se iznad sela Dobriljeva kod Zenice.
Potječe iz miocena. Nalazi se u lašvanskom alternirajućem nizu klastita i vapnenaca.

## Povijest
Kuber je bio strateški važan u ratovima 20. stoljeća, Drugome svjetskom i u ratu u BiH. Strateški je važno za nadzor Zenice. Na njemu je strateška komunikacija prema Zenici. 
U Drugome svjetskom ratu, vodila se 2. siječnja 1945. presudna bitka za brdo Kuber, kota 772, čiji je položaj bio na domak stare Zenice. Bilo je to u zoni obrane 8. krajiške brigade. Zadnjih mjeseci 1944. godine i početak 1945. godine danonoćne su bile borbe partizanskih i osovinskih snaga. Partizanske snage ometale su povlačenje neprijatelja dolinom Bosne na sjever.
Za vrijeme bošnjačko-hrvatskog sukoba, Kuber je bio položaj koji dominira nad vitalnom i jedinom komunikacijom HVO-a između Viteza i Busovače. Uzvisina je dominantna na ovom dijelu Lašvanske doline Vitez-Busovača. Iz Zenice su išli svi napadi Armije BiH na HVO. Napadni pravci ABiH išli su preko Kubera prema Ahmićima i Putišu za presjecanje komunikacija Busovača-Vitez- Travnik. Prelaskom Kubera, muslimanske snage su imale opciju napada pravcem Putiš-Lončari s osloncem na Putiš i pravac Nadioci-Sivrino selo, s osloncem na Ahmiće, u kojima je Armija BiH već imali zabijen klin u hrvatske redove, kao što su svoj jedan klin imali zapadno-sjeverozapadno od Viteza na pravcu Stari Vitez-Donja Večeriska - Gačice - Kruščica, odnosno drugi klin južnije od Busovače, u trokutu Lašva-Dusina-Merdani iz kojeg se Armija BiH spojila s točkom koju su postavili kod Kaćuna na cesti Busovača-Kiseljak, čime su Kiseljak odvojili i pretvorili u enklavu. Kuber je bio razdvajao područje pod nadzorom Hrvata i Muslimana, između Zenice prema Nadiocima, Kratinama itd.